# Virå, Katrineholms kommun

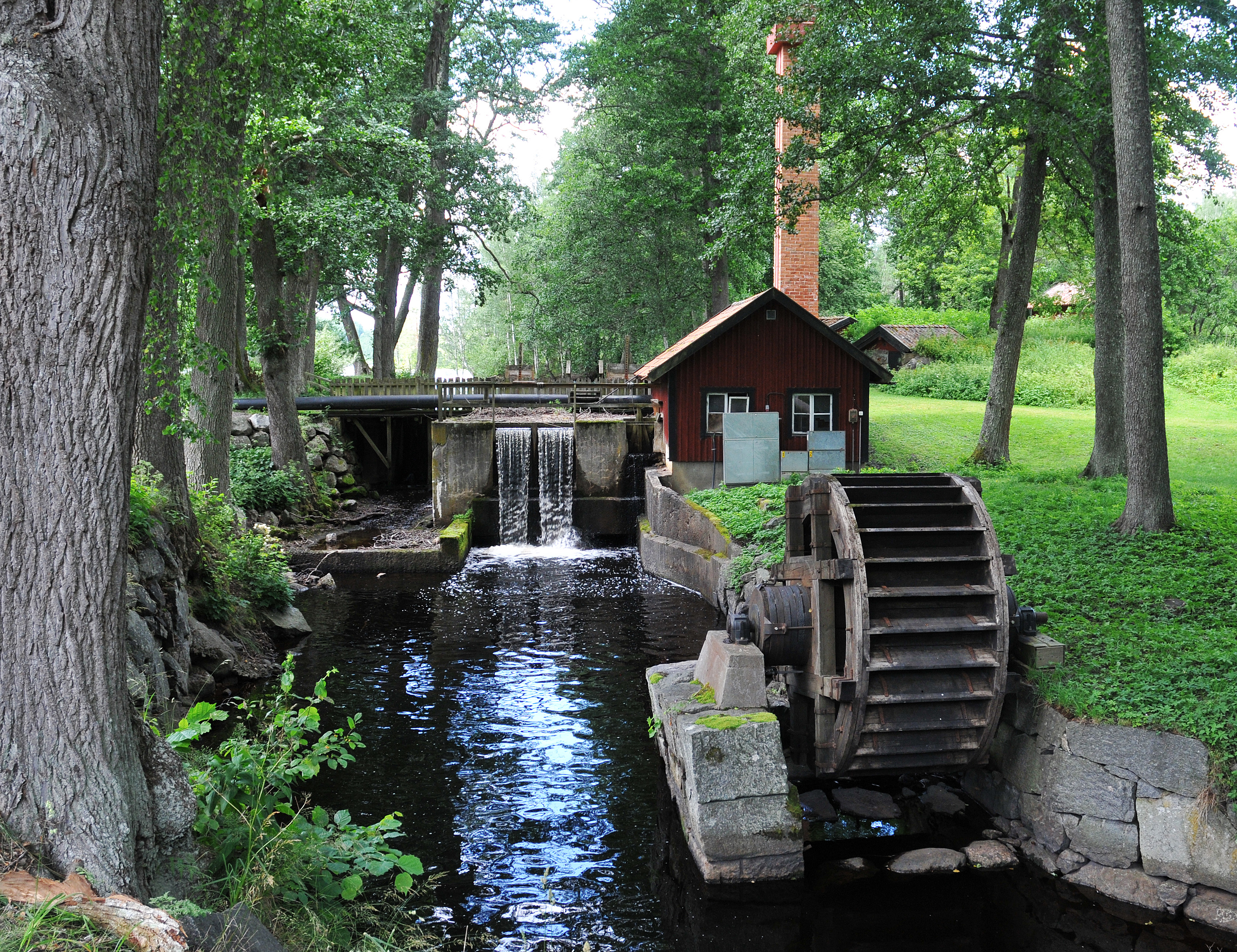
Platsen för Nedre Hammaren med restaurerat vattenhjul.

Virå (Wirån) är en ort, gård och tidigare järnbruk (Virå Bruk) i Björkviks socken, Katrineholms kommun, och Kila socken, Nyköpings kommun, belägen cirka 38 kilometer sydost om Katrineholm. Tidigare låg hela Virå i Björkviks socken men en gränsrevision på 1920-talet drog gränsen vid ån rakt genom samhället.
Virå ligger i Kolmården där vattenvägarna mellan sjöarna Virlången och Bysjön utgjorde förutsättningar för olika industriella verksamheter. Vattenkraften har utnyttjats för järnbruket Virå Bruk men också för kvarnar och sågar. Dessutom har kalkugn, verk för linberedning och tegelbruk funnits på platsen.

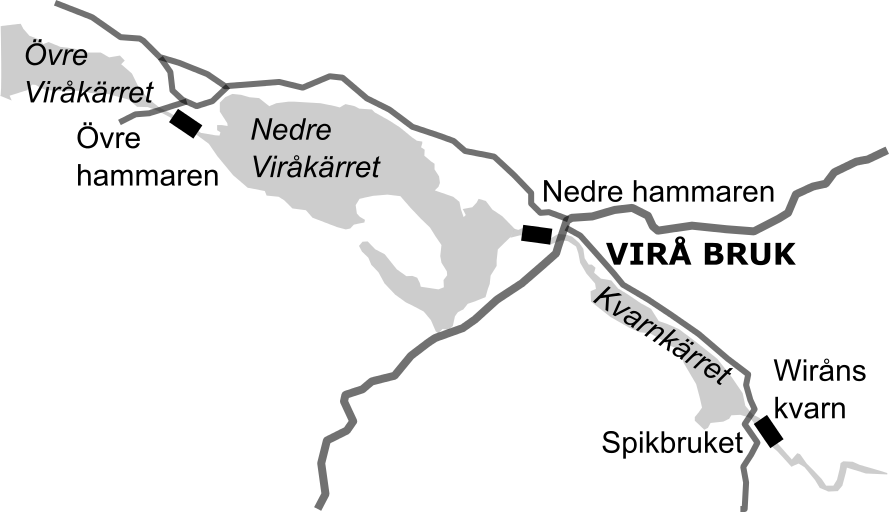
Karta över Virå Bruks järnbruksanläggningar.

## Historik
Joachim Danckwardt, som då var borgmästare i Nyköping, fick 1638 privilegiebrev av Kong. Bergscollegium att anlägga ett järnbruk vid Wiråns hemman i Kolmården. Tillsammans med sin kompanjon och måg, den tyskfödde Hansaborgaren Gerdt Störning, startade han verksamheten 1642.  Huvudprodukten var stångjärn och Virå Bruk var i början av 1800-talet ett av de största järnbruken i Sörmland. Privilegiebrevet gav också rätt att bygga en masugn men den byggdes aldrig.
Grunden till Virå Bruk lades 1642 med den Nedra Hammaren. Den Övre Hammaren tillkom 1644. Därmed kom Wiråns Stångjärnsbruk att omfatta två hamrar med fyra härdar och rätt att producera 850 skeppspund per år.
Vattensystemet bestod vid den tiden endast av Wirån och sjön Virlången. Dagens sjöar Övre och Nedre Wiråkärret kom till senare genom uppdämningar.
Malmen till järnbruket bröts vid en fyndighet vid den nu torrlagda sjön Medlingen tre kilometer norr om Virå. Dessutom hämtades malm från Förola gruvor i Svärta socken norr om Nyköping och troligen också från Nora bergslag.
År 1759 fick Virå Bruk privilegier att anlägga en knipphammare. Den uppfördes cirka en kilometer nedströms vid Wiråns kvarn som byggts 1736. 1783 utökades knippsmedjan till ett spikbruk med två spikhammare och klippsax.
Vid Joachim Danckwardts död 1648 tillträdde Gerdt Störning som brukspatron och blir Wirån Bruks andre ägare.
1860 köpte grosshandlare Per August Enhörning (1810–1882) Virå och byggde upp en bruksmiljö med bland annat skola, lanthandel, mejeri och fattighus.
1899 upphörde stångjärnstillverkningen. 1924 köpte  bruksägaren till Åfors glasbruk Ernst Johansson (1866-1837)  Virå. Den nuvarande ägaren (2012) Caesar Åfors tog över gården 1986.
Skogsbruket var mycket viktig under Virå Bruks historia. Stora mängder träkol, som utvanns genom mängder av milor, krävdes till härdarna. Skogen blev utkolad i slutet av 1700-talet och det dröjde till 1860-talet innan skogen fick en annan större betydelse genom att förse den nya sågen vid Virå med timmer.
Vid sekelskiftet 1900 drabbades skogarna vid Virå av Nunnefjärilen som förstörde stora områden skog. För att klara transporten av virket byggdes Stavsjö Järnväg (Nunnebanan) mellan Virå, Stavsjö och Sandviken vid Bråviken. Järnvägen, som stod klar 1903, användes även för persontransporter och var i drift fram till 1940-talet. Virå station (Övre Virå) var belägen vid Övre Viråkärret knappt två kilometer nordväst om Virå. Ångloket Virå, som byggdes av Motala Verkstad för Stavsjö Järnväg, finns på Östra Södermanlands Järnväg där det fortfarande är i drift.

## Samhället
Vid Virå finns numera "Jaktmarkerna" med inomhusskjutbana, restaurang och butik för jaktutrustning.

## Galleri

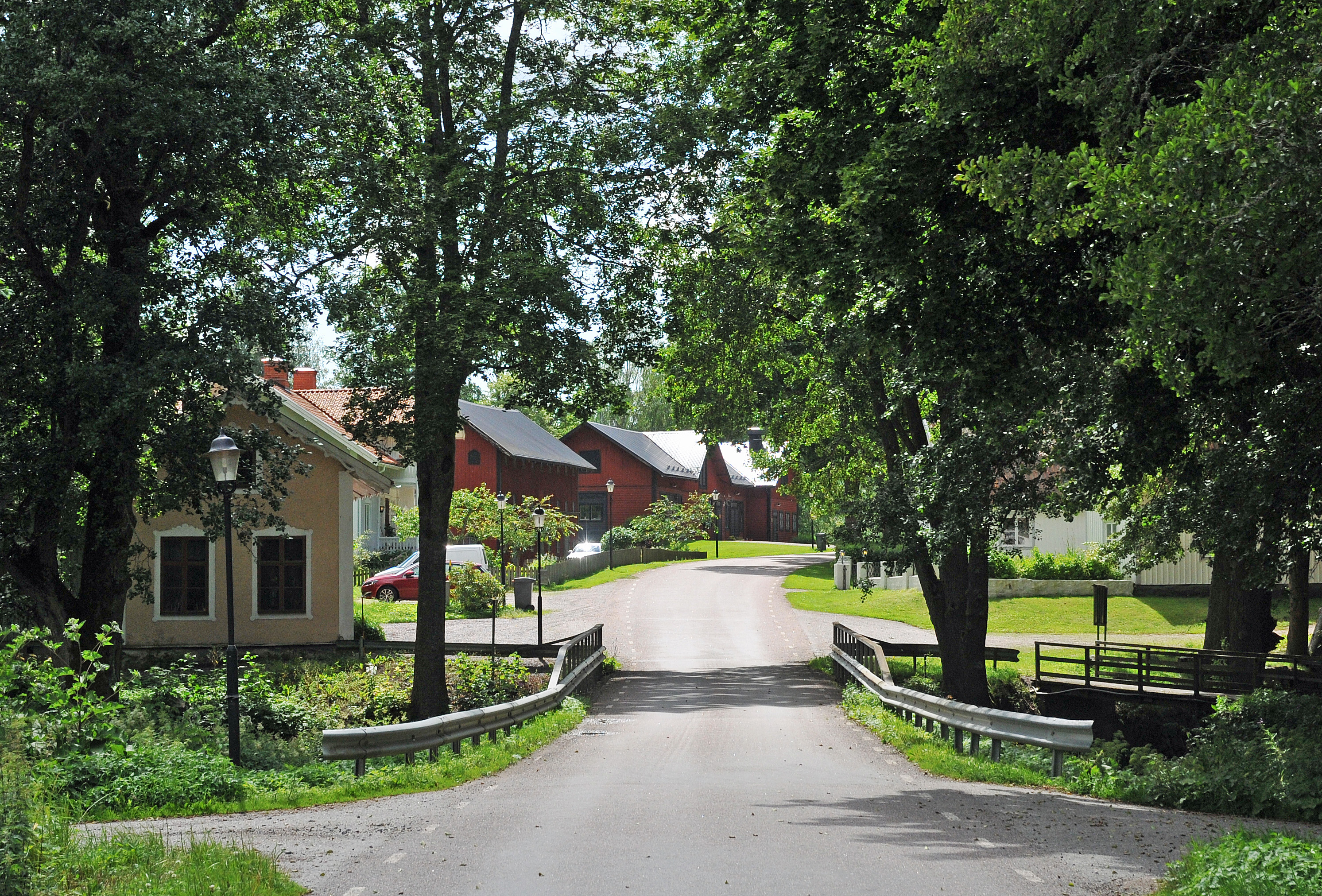
Virå gård.
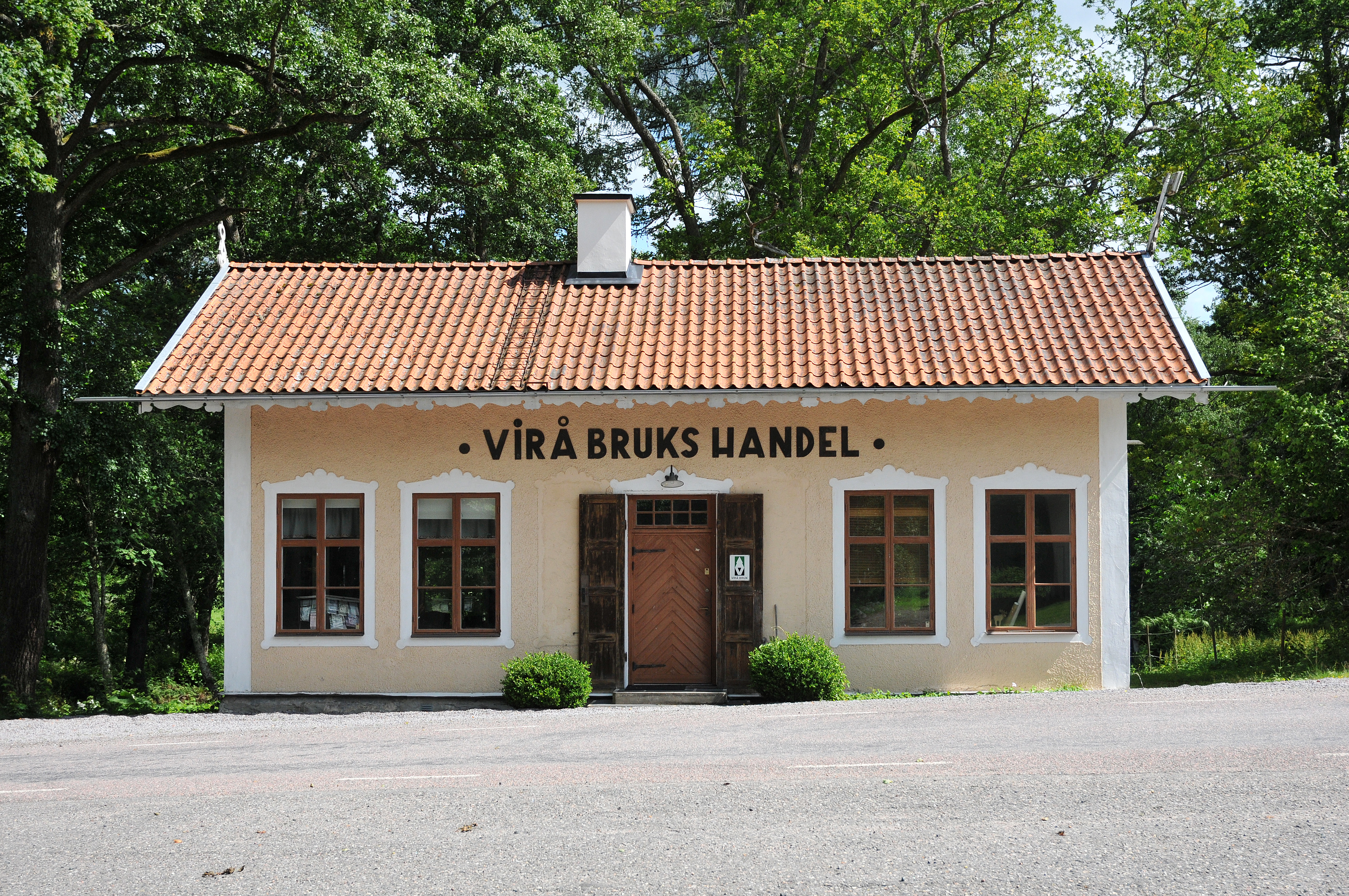
Virå bruks handel byggd 1865. Numera nedlagd.
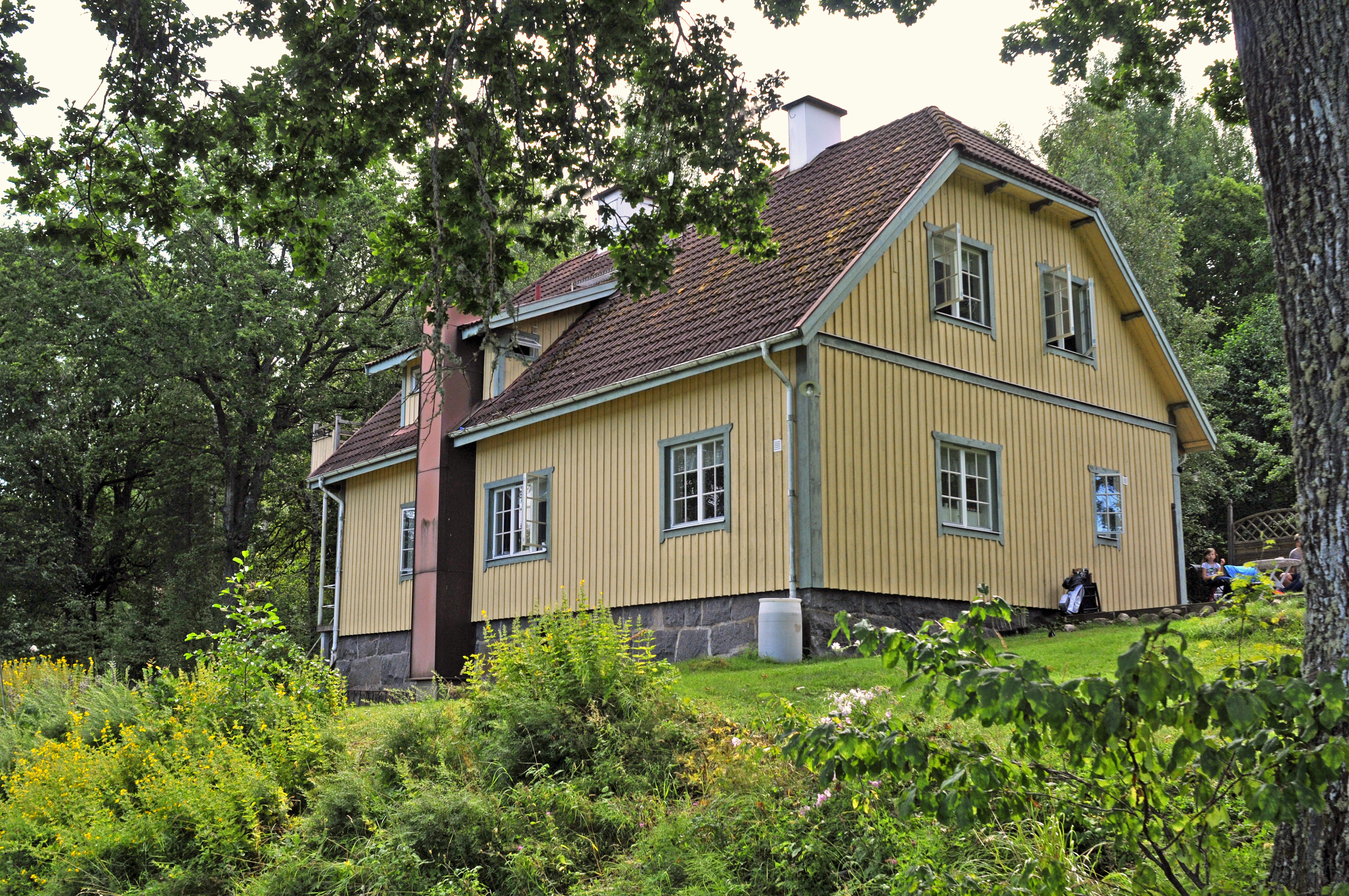
Virå tidigare stationshus (2015).